# Maria Backenecker
Maria Backenecker, geborene Maria Scharnetzki, (* 20. März 1893 in Bochum; † 24. Dezember 1931 in Hamborn) war eine kommunistische Politikerin.

## Leben
Die Hausfrau Maria Backenecker schloss sich 1919 der USPD an und nahm 1920 an der Vereinigung des linken USPD-Flügels mit der KPD teil. In den Folgejahren engagierte sie sich in der kommunistischen Frauenbewegung im Ruhrgebiet und wurde im Mai 1924 in den Reichstag gewählt, welchem sie aber nur bis zur Neuwahl im Dezember 1924 angehörte, da sie bei der zweiten Wahl auf einem aussichtslosen Listenplatz kandidieren musste.
Maria Backenecker gehörte zum linken Flügel der Partei und ab 1925 zur linken Opposition gegen die Parteiführung unter Ernst Thälmann, daher wurde sie Anfang 1927 aus der KPD ausgeschlossen. Im Frühjahr 1928 war sie Gründungsmitglied und Leiterin der Hamborner Gruppe des Leninbundes. Mit der Minderheit um Anton Grylewicz verließ sie diesen 1930 und trat der trotzkistischen Linken Opposition der KPD (Bolschewiki-Leninisten) bei, deren Hamborner Gruppe sie bis zu ihrem frühen Tod leitete. Sie starb an Tuberkulose.